# Horloge du temps qui s'écoule
L'horloge du temps qui s'écoule (en allemand : Uhr der fließenden Zeit) est une horloge à eau de 13 mètres de haut s'étendant sur trois étages dans l'Europa-Center à Berlin en Allemagne. L'horloge a été conçue par l'artiste français Bernard Gitton et installée en 1982.

## Description
L'horloge à eau affiche l'heure en remplissant des sphères de verre avec un liquide aux couleurs vives, dans un cycle qui se répète toutes les 12 heures. L'ensemble du système est contrôlé par un pendule oscillant situé dans la partie inférieure de l'horloge.